# Louise Allcock
Louise Allcock és una investigadora britànica, més coneguda pels seus treballs sobre ecologia i evolució dels cefalòpodes de l'oceà Antàrtic i de les profunditats marines. És l'editora del Zoological Journal of the Linnean Society.

## Joventut i educació
Allcock es va graduar en biologia marina (amb honors) a la Universitat de Liverpool el 1992. Allà va obtenir un PhD el 1998.

## Investigacions
Allcock és l'editora del Zoological Journal of the Linnean Society, i va ser coeditora del Journal of Natural History entre 2007 i 2015. Va ser la presidenta del Cephalopod International Advisory Council (CIAC, Consell Assessor Internacional de Cefalòpodes) entre 2012 i 2015.
Allcock també ha treballat en igualtat de gènere i és membre del grup de treball sobre igualtat de gènere a Irlanda. Ha destacat el paper i l'impacte de les dones investigadores en la recerca de cefalòpodes.
La investigació d'Allcock se centra en l'ecologia, la biologia evolutiva i la sistemàtica dels mol·luscs. La seva experiència en recerca també es basa en l'ecologia bentònica. Ha participat en creuers a l'Antàrtida i al sud de l'oceà Atlàntic i, a vegades, com a líder. L'estiu de 2016 va treballar en porífers, cnidaris i ascidis pobres en termes taxonòmics. Des de 2013, Allcock és professora de zoologia a la Universitat Nacional d'Irlanda, Galway. També ha estat coordinadora d'espècies bipolars de la British Antarctic Survey (entre juny de 2009 i març de 2010), professora (lecturer) de biologia marina de la Universitat Queen's de Belfast (entre setembre de 2002 i març de 2008), i comissària de mol·luscs als Museus Nacionals d'Escòcia, Edimburg (entre juliol de 1998 i agost de 2002).
El 1r de febrer de 2018, Allcock va ser una de les convidades al programa de discussió In Our Time de la BBC Radio 4, a càrrec de Melvyn Bragg, sobre cefalòpodes.

## Premis i honors
Allcock va ser la última autora del millor article científic sobre la recerca de cefalòpodes (2006–2009) premiada pel Consell Assessor Internacional de Cefalòpodes (CIAC). L'article sobre l'origen dels polps de les profunditats va ser també el més destacat del comunicat de premsa del Cens de vida marina del 1r Congrés Mundial de Biodiversitat Marina (València 2008).

## Selecció d'obres
- Allcock, A.L.; Finn, D.I.; Clarke, M.; Gilbert, M.T.P.; et al.. Mitochondrial genome diversity and population structure of (en anglès), 2013.
- Allcock, A.L.; Hanlon, Roger; Vecchione, Mike. Octopus, Squid, and Cuttlefish: A Visual Scientific Guide to the Oceans' Most Advanced Invertebrates (en anglès).  University of Chicago Press, 2018.
- Allcock, A.L.; Lindgren, A.; Strugnell, J.M. «The contribution of molecular data to our understanding of cephalopod evolution and systematics: a review» (en anglès). Journal of Natural History, 49(21–24), 2015, pàg. 1373–1421. DOI: 10.1080/00222933.2013.825342.
- Allcock, A.L.; Strugnell, J.M. «Southern Ocean diversity: new paradigms from molecular ecology» (en anglès). Trends in ecology & evolution, 27(9), 2012, pàg. 520–528.
- Allcock, A.L.; Strugnell, J.M.; Norman, M.D.; Vecchione, M.; Guzik, M. The ink sac clouds octopod evolutionary history. Hydrobiologia (en anglès). 725(1), 2014, p. 215-235.
- Allcock, A.L.; Wilson, A.M.; Kiriakoulakis, K.; Raine, R.; et al. «Anthropogenic influence on sediment transport in the Whittard Canyon, NE Atlantic» (en anglès). Marine pollution bulletin, 101(1), 2015, pàg. 320–329.